# Dictionary of Medieval Latin from British Sources
Il Dictionary of Medieval Latin from British Sources, abbreviato come DMLBS, è un dizionario monolingue di latino medievale pubblicato dalla British Academy.
L'opera non si basa su precedenti lavori di ricerca, ma su una decennale analisi lessicografica delle fonti scritte latine propedeutica alla redazione del dizionario che iniziò solamente nel 1965. La prima edizione fu pubblicata fascicoli tra il 1975 e il 2013. Nel 2016, fu lanciata la versione online del dizionario. Due anni più tardi, uscì la prima ristampa in tre volumi.

## Storia
Nel 1913, il medievista Robert Jowitt Whitwell, prolifico redattore dell'Oxford English Dictionary, presentò una petizione alla British Academy nella quale chiedeva di approfittare dell'imminente Congresso Internazionale di Studi Storici per proporre la creazione di un nuovo dizionario di latino medievale che sostituisse il Glossarium di Du Cange, che dal 1678 era ininterrottamente rimasto lo standard accademico per tale tipo di studi.
L'idea di Whitwell fu ripresa nel 1920 dalla neocostituita Unione Internazionale delle Accademie, che quattro anni più tardi comunicò alle accademie aderenti di produrre dizionari sulla base di testi latini medievali realizzati nelle rispettive aree geografiche di appartenenza, e di condividere tali materiali storici in vista della redazione di un Novum Glossarium internazionale. A tal fine, l'Accademia britannica istituì due commissioni per gestire la raccolta delle citazioni: la prima copriva le fonti datate fra il VI e l'XI secolo per il Novum Glossarium, mentre l'altra che copriva il periodo dal 1066 al 1600 per la pubblicazione di un dizionario del "latino britannico tardo medievale".
Nel '32, l'Accademia ritenne che il progetto fosse già pervenuto a un buon livello di avanzamento, e due anni dopo, pubblicò la prima edizione del Medieval Latin Word-List from British and Irish Sources, a cura di JH Baxter e di Charles Johnson.  Nel 1965 fu dato alle stampe il volume Revised Word-List, a cura del latinista Ronald Latham.

## Storia editoriale
Il DMLBS è stato pubblicato a fascicoli stampati fra il dal 1975 e il 2013, dalla Oxford University Press, nel seguente ordine:
- I: A–B (R. E. Latham), 17 aprile 1975, ISBN 978-0-19-725948-1
- II: C (R. E. Latham), 14 maggio 1981, ISBN 978-0-19-725968-9
- III: D–E (R. E. Latham, D. R. Howlett, et al.), 26 giugno 1986, ISBN 978-0-19-726023-4
- IV: F–G–H (D. R. Howlett, A. H. Powell, et al.), 14 dicembre 1989, ISBN 978-0-19-726082-1
- V: I–J–K–L (D. R. Howlett), 21 August 1997, ISBN 978-0-19-726148-4
- VI: M (D. R. Howlett, J. Blundell, et al.), 3 gennaio 2002, ISBN 978-0-19-726240-5
- VII: N (D. R. Howlett), 30 maggio 2002, ISBN 978-0-19-726266-5
- VIII: O (D. R. Howlett), 29 gennaio 2004, ISBN 978-0-19-726300-6
- IX: P–Pel (D. R. Howlett), 24 novembre 2005, ISBN 978-0-19-726340-2
- X: Pel–Phi (D. R. Howlett), 18 gennaio 2007, ISBN 978-0-19-726387-7
- XI: Phi–Pos (D. R. Howlett), 13 dicembre 2007, ISBN 978-0-19-726421-8
- XII: Pos–Pro (D. R. Howlett), 26 marzo 2009, ISBN 978-0-19-726436-2
- XIII: Pro–Reg (D. R. Howlett), 28 ottobre 2010, ISBN 978-0-19-726467-6
- XIV: Reg–Sal (D. R. Howlett), 8 dicembre 2011, ISBN 978-0-19-726508-6
- XV: Sal–Sol (D. R. Howlett, R. K. Ashdowne), 26 luglio 2012, ISBN 978-0-19-726528-4
- XVI: Sol–Syr (R. K. Ashdowne, D. R. Howlett), 19 febbraio 2013, ISBN 978-0-19-726545-1
- XVII: Syr–Z (R. K. Ashdowne), 19 dicembre 2013, ISBN 978-0-19-726561-1

I primi fascicoli furono pubblicati anche come un volume unico, comprendente i lemmi dalla lettera A ala lettera L. Gli altri fascicoli furono invece pubblicati soltanto singolarmente. Nel 2018 fu data alle stampe la prima edizione riveduta e corretta.
Nel 2016 furono lanciate la versione online gratuita della casa editrice Logerion, unitamente a un'altra per utenti in abbonamento dalla casa editrice belga Brepols che offre funzionalità di ricerca avanzata.